# Роману ди Мелу, Луиш
Луиш Роману ди Мадейра Мелу (порт. Luís Romano de Madeira Melo; 6 октября 1922, Понта-ду-Сол (Кабо-Верде), Острова Зелёного Мыса, ныне Кабо-Верде — 22 января 2010, Натал, Риу-Гранди-ду-Норти, Бразилия) — поэт и писатель Кабо-Верде, писал на португальском и креольском языках.

## Биография
Писал на португальском и креольском языках. В 1960-70-х гг. резко обличал язвы колониализма.

## Сочинения
- роман Голодные / Os Famintos (1962)
- сб. стихов Климат / Clima (1963)
- сб. рассказов и стихов Cabo Verde-Renascença de uma Civilização no Atlântico Médio (1967)
- сб. рассказов и стихов Чернота Лзимпарии / Negrume/Lzimparin (1973)
- Ilha (1991) (contos da «Europáfrica» e da «Brasilamérica» em português e, em parte, em crioulo cabo-verdiano)

## Рассказы
- Nho Zidôr (in Ilha)
- Pasaport Kabverd (in Ilha)
- Daluz (in Negrume)
- Tánha (in Negrume)
- Destino (in Negrume)
- Estórias de Tipêde i Tilôbe (in Cabo Verde-Renascença de uma Civilização…)